# Leucosi bovina
La leucosi bovina enzootica è una malattia virale a carattere cronico-degenerativo limitata alla specie bovina in cui provoca lesioni mortali. 
Il virus appartiene alla famiglia Retroviridae genere Deltaretrovirus. È malattia soggetta a piano di eradicazione nazionale e l'eventuale riscontro di positività presso l'Istituto Zooprofilattico sperimentale dell'Umbria e delle Marche determina la macellazione del capo infetto.